# Mochales
Mochales – gmina w Hiszpanii, w prowincji Guadalajara, w Kastylii-La Mancha, o powierzchni 32,32 km². W 2011 roku gmina liczyła 64 mieszkańców.